# M.A.N.T.I.S.
M.A.N.T.I.S. (1994–1995) – amerykański serial science fiction opowiadający o unikatowym afro-amerykańskim superbohaterze. Wyprodukowany przez Wilbur Force Productions i Renaissance Pictures.
Nadawany był przez Fox od 26 sierpnia 1994 roku do 3 marca 1995 roku. W Polsce serial nadawany był na kanale RTL 7.

## Opis fabuły
Doktor Miles Hawkins, błyskotliwy naukowiec, który porusza się przy pomocy wózka wynalazł exo-szkielet, nazwany the Mechanically Augmented Neuro Transmitter Interception System, czyli M.A.N.T.I.S. W ten sposób stara się polepszyć życie mieszkańców swojego miasta. Wkładając exo-szkielet staje się superbohaterem.

## Obsada
- Carl Lumbly jako doktor Miles Hawkins
- Roger Rees jako John Stonebrake
- Christopher Gartin jako Taylor Savage
- Galyn Görg jako sierżant Maxwell
- Gary Graham jako kapitan Ken Hetrick

i inni

## Spis odcinków
| N/o            | Tytuł angielski         |
| -------------- | ----------------------- |
|                |                         |
| SERIA PIERWSZA |                         |
|                |                         |
| 01             | First Steps             |
|                |                         |
| 02             | Tango Blue              |
|                |                         |
| 03             | Days of Rage            |
|                |                         |
| 04             | Cease Fire              |
|                |                         |
| 05             | Soldier of Misfortune   |
|                |                         |
| 06             | Gloves Off              |
|                |                         |
| 07             | The Black Dragon        |
|                |                         |
| 08             | To Prey in Darkness     |
|                |                         |
| 09             | Fire in the Heart       |
|                |                         |
| 10             | Thou Shalt Not Kill     |
|                |                         |
| 11             | Revelation              |
|                |                         |
| 12             | Through the Dark Circle |
|                |                         |
| 13             | The Eyes Beyond         |
|                |                         |
| 14             | Faces in the Mask       |
|                |                         |
| 15             | The Sea Wasp            |
|                |                         |
| 16             | Progenitor              |
|                |                         |
| 17             | Switches                |
|                |                         |
| 18             | The Delusionist         |
|                |                         |
| 19             | Fast Forward            |
|                |                         |
| 20             | Spider in the Tower     |
|                |                         |
| 21             | Ancestral Evil          |
|                |                         |
| 22             | Ghost of the Ice        |
|                |                         |